# Жаксай
Жакса́й (каз. Жақсай) — село у складі Екібастузької міської адміністрації Павлодарської області Казахстану. Входить до складу Аккольського сільського округу.
Населення — 57 осіб (2021; 107 у 2009, 138 у 1999, 216 у 1989).
Національний склад станом на 1989 рік:
- казахи — 100 %

Станом на 1989 рік село називалось Жаксат.